# Unione Sportiva Palmese 1933-1934
Questa voce raccoglie le informazioni riguardanti l'Unione Sportiva Palmese 1912, società calcistica di Palmi, nelle competizioni ufficiali della stagione 1933-1934.

## Stagione
La squadra concluse il girone H di Prima Divisione al settimo posto. Il girone comprendeva società di Campania, Calabria e Sicilia ed annoverava squadre come il Catania (vincitrice del girone), Salernitana, Reggina e Cosenza, oltre alle squadre B di Napoli e Palermo.
Nel mese di gennaio la società disputò a Palmi due amichevoli contro la Roma e la Fiorentina.